# Кальво, Бернард
Святой Бернард Кальво (кат. Bernat Calvó, исп. Bernardo Calbó; около 1180, Мансо-Кальво, Реус, Арагонская корона — 26 октября 1243, Вик, княжество Каталония, Арагонская корона) — каталонский юрист, бюрократ, монах, епископ и военный.
Родился и получил образование в Мансо-Кальво недалеко от Реуса. Принадлежал к семье рыцарского сословия и в молодости служил юристом и чиновником в курии архиепархии Таррагоны. В 1214 году стал цистерцианским монахом в монастыре Сантес-Креус и позже был избран его первым аббатом. В 1223 или 1233 году назначен на должность епископа Вика. В 1238 году он и домочадцы присоединились к Реконкисте, начатому против тайфы Валенсии.
Оказывал материальную помощь при осаде Буррианы и Валенсии. Когда Валенсия пала перед войсками Хайме I Арагонского, Бернард и его свита присутствовали на праздничной первой мессе в центральной мечети города. Он получил большие земельные наделы в королевстве Валенсия, которое во второй раз посетил в 1242 году. Ещё будучи юристом, он помог опубликовать Валенсийские фуэрос (законы).
Скончался в Вике в 1243 году и был похоронен в соборе Апостола Петра.
В 1260 году беатифицирован папой Александром IV; 26 сентября 1710 года канонизирован папой Климентом XI.
День памяти — 25 октября.